# عمرجا (حمام‌اوزو)
عمرجا (به ترکی استانبولی: Omarca) یک منطقهٔ مسکونی در ترکیه است که در حمام‌اوزو واقع شده‌است.